# Metrosideros waialealae
Metrosideros waialealae là một loài thực vật có hoa trong Họ Đào kim nương. Loài này được (Rock) Rock mô tả khoa học đầu tiên năm 1917.